# کلیسای سنت جان، تارتو
کلیسای سنت جان (استونیایی: Jaani kirik) یک کلیسا در شهر تارتو، استونی است.
این کلیسا که در قرن ۱۴ میلادی بنیان‌گذاری شده در سبک گوتیک آجری ساخته شده‌است.

## منابع

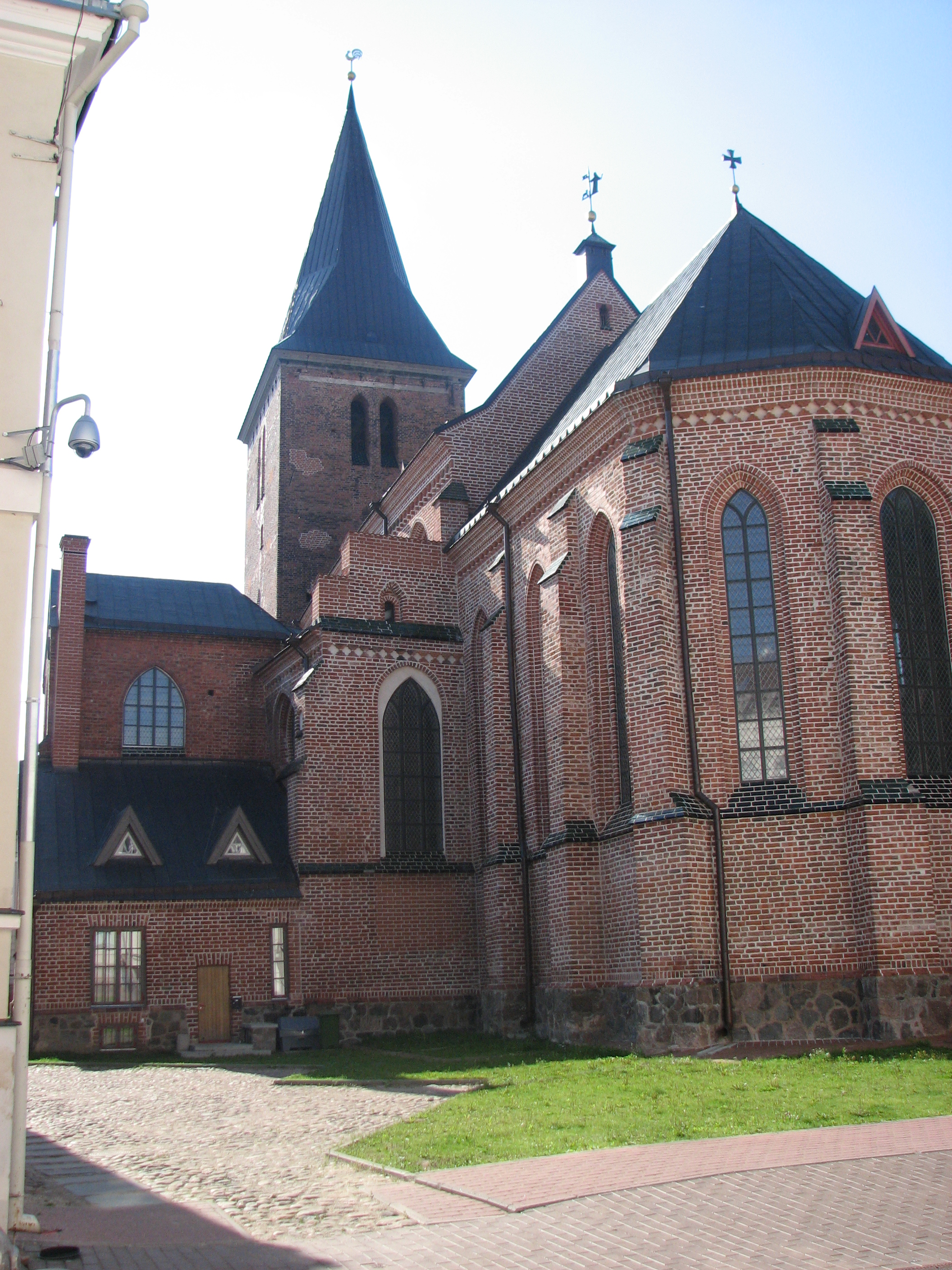
نمای کلیسا
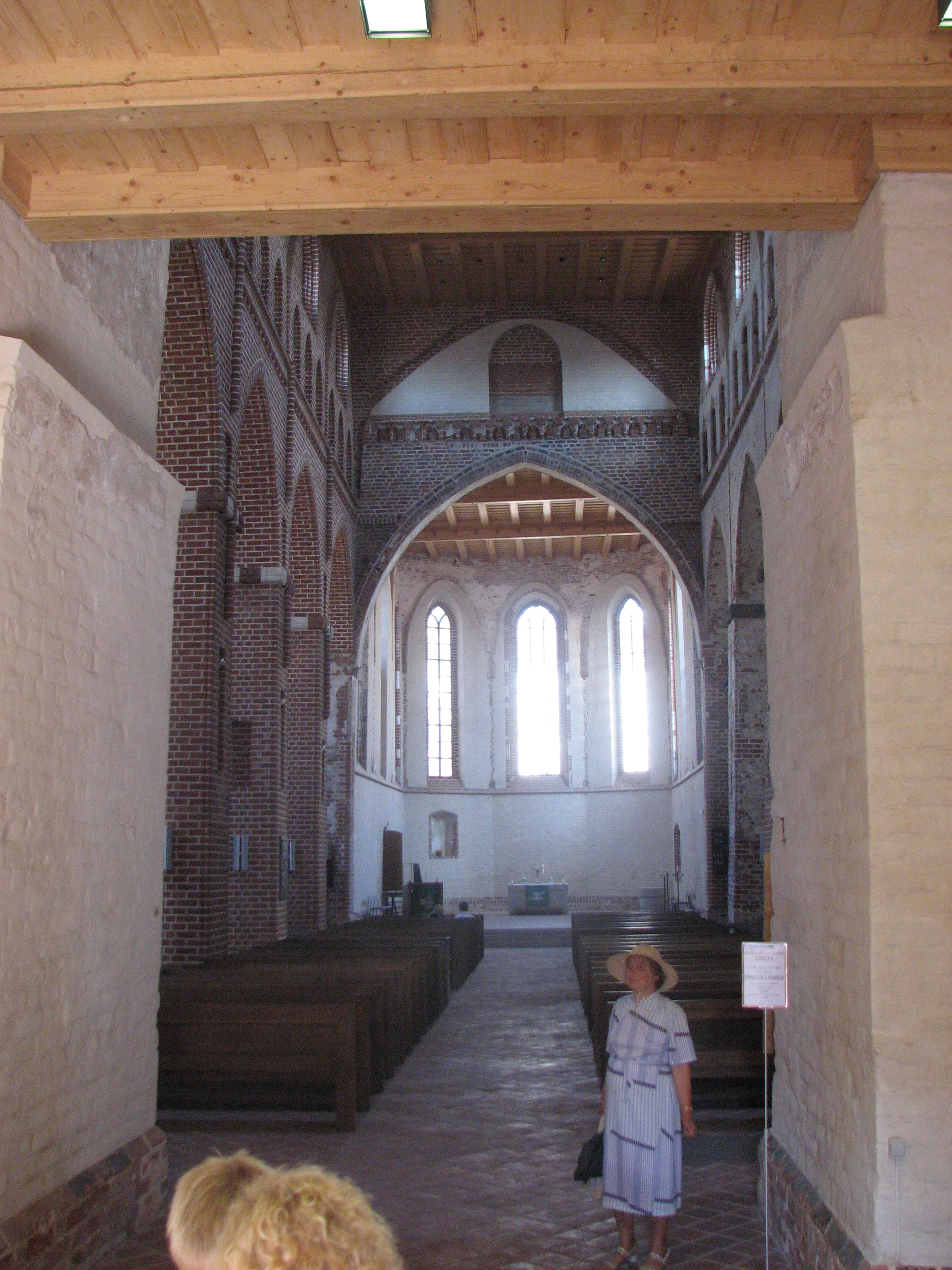
نمای محراب کلیسا
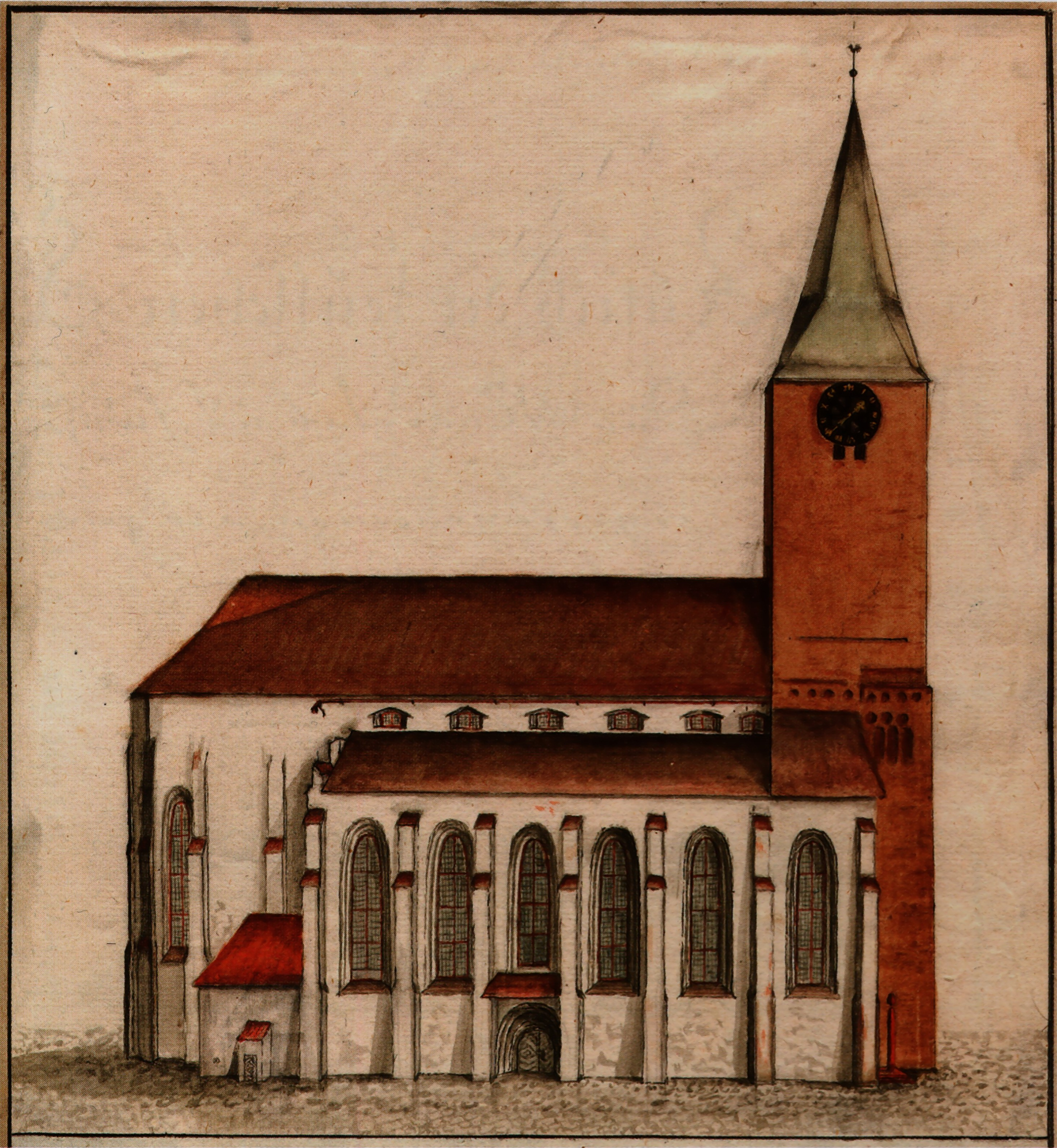
نمای کلیسا در ۱۷۹۴
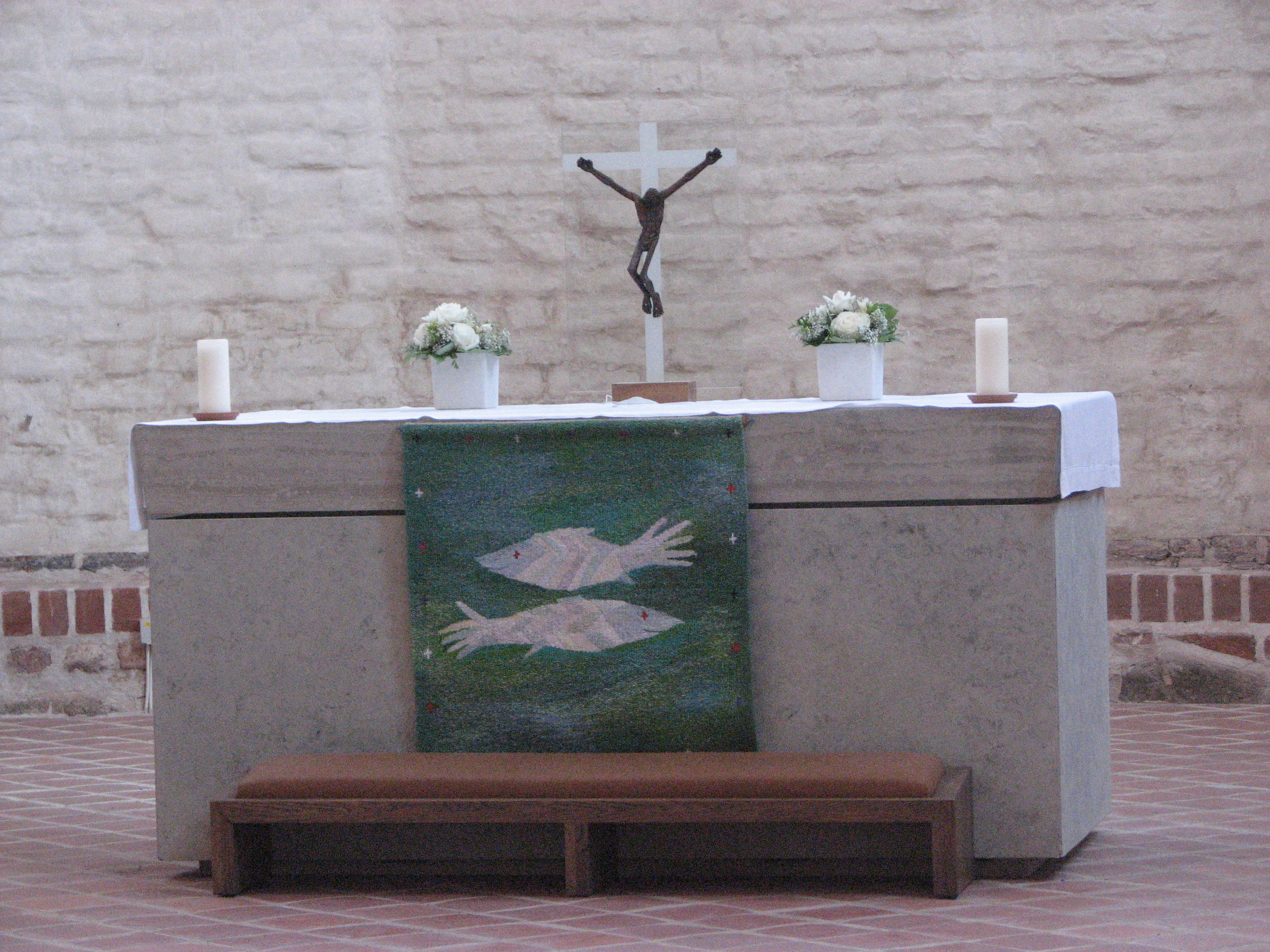
محراب
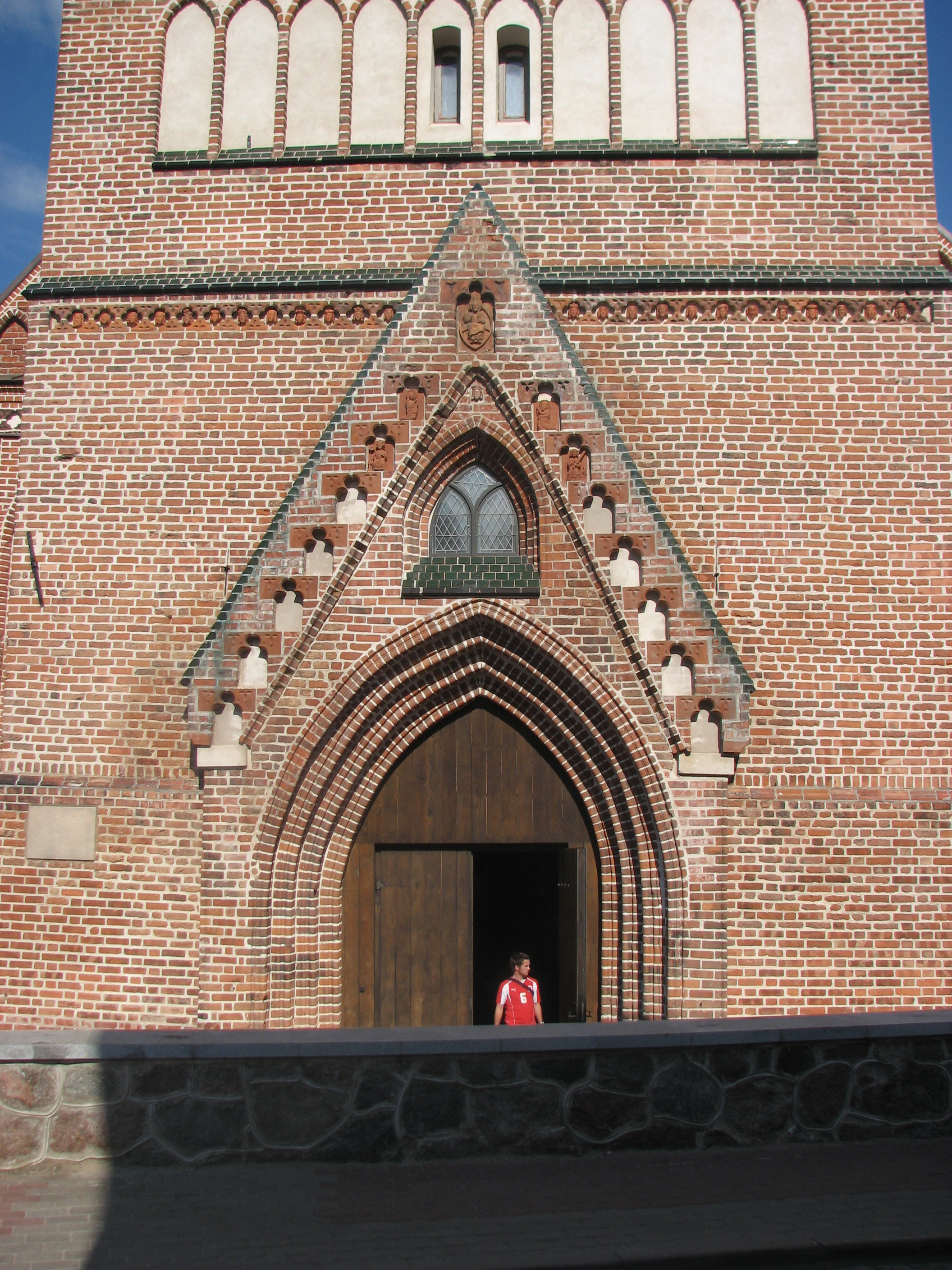
ورودی کلیسا